# Plagiothecium brasiliense
Plagiothecium brasiliense là một loài Rêu trong họ Plagiotheciaceae. Loài này được (Hampe) A. Jaeger miêu tả khoa học đầu tiên năm 1880.